# جيمس إل. كامبل
جيمس إل. كامبل (بالإنجليزية: James L. Campbell)‏ هو ضابط أمريكي، ولد في 16 أغسطس 1949 في Fort Moore ‏ في الولايات المتحدة.